# Passo del Tomarlo
Il passo del Tomarlo (1485 m s.l.m.) è un valico dell'appennino ligure situato al confine tra la Provincia di Parma e la città metropolitana di Genova, tra i comuni di Santo Stefano d'Aveto e Bedonia che mette in comunicazione la val d'Aveto con la val Ceno.
Prende il nome dall'omonimo monte posto subito a sud, mentre a nord il passo è dominato dal monte Maggiorasca con la bastionata del monte Picchetto.

## Infrastrutture
Il versante ligure, che inizia da Rezzoaglio diramandosi dalla strada statale 586 della Valle dell'Aveto, è percorso dalla strada statale 654 di Val Nure ed attraversa il comune di Santo Stefano d'Aveto. Superato il valico, la strada, percorre, poi, alcuni chilometri in falsopiano, raggiungendo il vicino passo dello Zovallo e discendendo in Val Nure, in comune di Ferriere in provincia di Piacenza.
Il versante emiliano, che inizia da Anzola, frazione di Bedonia, è, invece, percorso dalla strada provinciale 81 che si dirama dalla ex strada statale 359 di Salsomaggiore e di Bardi nei pressi di Ponteceno, anch'essa frazione di Bedonia.

## Sport

### Ciclismo
Il versante da Anzola presenta una lunghezza di 9 km ed una pendenza media intorno al 5%, con punte fino al 10% nei pressi di Casalporino, 3 km dopo Anzola.
Il versante da Rezzoaglio è lungo 22,5 km, incluso un tratto di 4 km tra Selva di Villanoce e Gramizze in leggera discesa; la pendenza media è del 3,5%, mentre la pendenza massima raggiunge l'8,4%.
Il passo del Tomarlo è stato inserito tre volte nel percorso del giro d'Italia: nel 1977, nel 1989 e nel 1994: nel primo caso dal versante di Anzola, mentre negli ultimi due casi è stato affrontato dopo la scalata del passo dello Zovallo.
Di seguito si riportano le edizioni del Giro che hanno affrontato il passo del Tomarlo, con i corridori che sono transitati per primi in vetta.
| Anno | Tappa | Partenza > arrivo                       | km  | Corridore                | Versante scalato |
| ---- | ----- | --------------------------------------- | --- | ------------------------ | ---------------- |
| 1977 | 11ª   | Salsomaggiore > Santa Margherita Ligure | 198 | Faustino Fernández Ovies | Anzola           |
| 1989 | 20ª   | Voghera > La Spezia                     | 220 | Jesper Worre             | Zovallo          |
| 1994 | 17ª   | Santa Maria della Versa > Lavagna       | 200 | Giancarlo Perini         | Zovallo          |